# Seznam závislých území

Mapa světa s vyznačenými závislými územími.

Za závislá území se označují různá území světa, která nejsou samostatnými státy a existují důvody, proč je nezahrnovat do statistik společně se zemí, která je spravuje. Takové důvody mohou být různých druhů:
- Závislé území je od mateřské země geograficky vzdálené, obvykle na jiném kontinentu. Potom nezáleží na politickém vztahu k mateřské zemi (např. Francouzská Guyana se ze správního hlediska považuje za nedílnou součást Francie, ale leží na jiném kontinentu).
- Mateřská země dané území nepovažuje přímo za svou součást, ale právě za závislé území, kolonii apod. Potom nezáleží na vzdálenosti od mateřské země. Tato kategorie je problematická, protože je těžké stanovit, zda odlišnosti v postavení dotyčného území a zbytku území mateřské země jsou dostatečné, abychom dotyčné území z mateřské země vyčlenili a prohlásili za závislé. Typickými příklady jsou britská korunní závislá území Ostrov Man, Jersey a Guernsey, ale podobně by se dalo uvažovat i o Hongkongu, Macau a dalších územích.
- Území je téměř nezávislé, ale je ve volném spojení s nějakým státem, který ho zastupuje na mezinárodní scéně. Typickým příkladem jsou svazky Niue a Cookových ostrovů s Novým Zélandem a do jisté míry i Hongkongu a Macaa s Čínou.

Zvláštní postavení mají Spratlyho ostrovy v Jihočínském moři, o které soupeří několik zemí (Brunej, Čína, Filipíny, Malajsie, Tchaj-wan a Vietnam), přičemž v současné době každá de facto ovládá pouze jejich určitou část (a tyto části jsou obvykle považovány za přímou součást mateřských států, nikoli za závislá území).
Jediným významným suchozemským územím, které není ani nezávislým státem, ani závislým územím v běžném slova smyslu, je Antarktida, pro kterou platí Antarktický smluvní systém, který zmrazuje nároky států na území Antarktidy, zakazuje jakékoliv vojenské aktivity a také například zakazuje těžbu nerostných surovin (minimálně do roku 2048). I přes platnost této dohody některé státy si formálně nárokují území na antarktickém kontinentě. Jedná se o: Francii (nárokující území Adélina země), Spojené království (Britské antarktické území), Norsko (Země královny Maud a ostrov Petra I.), Nový Zéland (Rossova dependence), Austrálii (Australské antarktické teritorium), Argentinu (Argentinská Antarktida) a Chile (Chilské antarktické území). Kromě Antarktidy lze za terra nullius považovat také území zvaná Bir Tavíl a Gornja Siga.

## Závislá území s vlastním ISO 3166-1 kódem
Není jednoduché jednoznačně říci, kolik závislých území na světě existuje. Jednak proto, že posouzení výše uvedených důvodů není jednotné, a jednak proto, že některá závislá území bývají pro různé účely uváděna po větších či menších skupinách (např. tzv. Menší odlehlé ostrovy USA je ve skutečnosti název pro skupinu neobydlených ostrovů, ležících v různých částech světa). Poměrně objektivním měřítkem je nicméně mezinárodní standard ISO 3166-1. S výjimkou výše uvedené kategorie neuznaných de facto nezávislých států má totiž i většina závislých území přidělený kód první úrovně, podobně jako nezávislé státy. Podle tohoto standardu můžeme rozlišit 51 závislých území se samostatným kódem.
|    | Teritorium či území                                 | Nadřazený suverénní stát | Typ závislosti             | Lokalizace teritoria     | Rozloha (km²) | Počet obyv. (rok 2020) |
| -- | --------------------------------------------------- | ------------------------ | -------------------------- | ------------------------ | ------------- | ---------------------- |
| 1  | Alandy                                              | Finsko                   | autonomní kraj             | Baltské moře             | 1 555         | 27 210                 |
| 2  | Americká Samoa                                      | USA                      | nezačleněné území          | Tichý oceán (Polynésie)  | 199           | 49 437                 |
| 3  | Americké Panenské ostrovy                           | USA                      | nezačleněné území          | Karibské moře            | 346           | 106 235                |
| 4  | Anguilla                                            | Spojené království       | zámořské území             | Karibské moře            | 91            | 18 090                 |
| 5  | Aruba                                               | Nizozemské království    | autonomní stát             | Karibské moře            | 180           | 119 428                |
| 6  | Bermudy                                             | Spojené království       | zámořské území             | Atlantský oceán (střed)  | 54            | 71 750                 |
| 7  | Bouvetův ostrov                                     | Norsko                   | závislé území              | Atlantský oceán (jih)    | 49            | 0                      |
| 8  | Britské indickooceánské území                       | Spojené království       | zámořské území             | Indický oceán (střed)    | 60            | 0                      |
| 9  | Britské Panenské ostrovy                            | Spojené království       | zámořské území             | Karibské moře            | 151           | 37 381                 |
| 10 | Cookovy ostrovy                                     | Nový Zéland              | volně přidružený stát      | Tichý oceán (Polynésie)  | 236           | 8 574                  |
| 11 | Curaçao                                             | Nizozemské království    | autonomní stát             | Karibské moře            | 444           | 151 345                |
| 12 | Faerské ostrovy                                     | Dánské království        | autonomní oblast           | Atlantský oceán (sever)  | 1 393         | 51 628                 |
| 13 | Falklandy                                           | Spojené království       | zámořské území             | Atlantský oceán (jih)    | 12 173        | 3 198                  |
| 14 | Francouzská Guyana                                  | Francie                  | zámořský departement       | Jižní Amerika            | 86 504        | 290 691                |
| 15 | Francouzská jižní a antarktická území               | Francie                  | zámořské území             | Indický oceán (jih)      | 7 668         | 0                      |
| 16 | Francouzská Polynésie                               | Francie                  | zámořské společenství      | Tichý oceán (Polynésie)  | 4 167         | 295 121                |
| 17 | Gibraltar                                           | Spojené království       | zámořské území             | Jižní Evropa             | 7             | 29 581                 |
| 18 | Grónsko                                             | Dánské království        | autonomní oblast           | Severní ledový oceán     | 2 166 086     | 57 616                 |
| 19 | Guadeloupe                                          | Francie                  | zámořský departement       | Karibské moře            | 1 628         | 376 879                |
| 20 | Guam                                                | USA                      | nezačleněné území          | Tichý oceán (Mikronésie) | 544           | 168 485                |
| 21 | Guernsey                                            | Spojené království       | korunní závislé území      | Atlantský oceán (sever)  | 78            | 67 052                 |
| 22 | Heardův ostrov a McDonaldovy ostrovy                | Austrálie                | zámořské území             | Indický oceán (jih)      | 412           | 0                      |
| 23 | Hongkong                                            | Čína                     | zvláštní administr. oblast | Jihovýchodní Asie        | 1 104         | 7 249 907              |
| 24 | Jersey                                              | Spojené království       | korunní závislé území      | Atlantský oceán (sever)  | 116           | 101 073                |
| 25 | Jižní Georgie a Jižní Sandwichovy ostrovy           | Spojené království       | zámořské území             | Atlantský oceán (jih)    | 3 903         | 0                      |
| 26 | Kajmanské ostrovy                                   | Spojené království       | zámořské území             | Karibské moře            | 264           | 61 944                 |
| 27 | Karibské Nizozemsko (Bonaire, Svatý Eustach a Saba) | Nizozemské království    | zvláštní správní obvod     | Karibské moře            | 322           | 25 207                 |
| 28 | Kokosové ostrovy                                    | Austrálie                | zámořské území             | Indický oceán (východ)   | 14            | 596                    |
| 29 | Macao                                               | Čína                     | zvláštní administr. oblast | Jihovýchodní Asie        | 28            | 614 458                |
| 30 | Ostrov Man                                          | Spojené království       | korunní závislé území      | Irské moře               | 572           | 90 499                 |
| 31 | Martinik                                            | Francie                  | zámořský departement       | Karibské moře            | 1 128         | 358 749                |
| 32 | Mayotte                                             | Francie                  | zámořský departement       | Indický oceán (západ)    | 374           | 279 471                |
| 33 | Menší odlehlé ostrovy Spojených států amerických    | USA                      | zámořské území             | Tichý oceán, Karibik     | 42            | 0                      |
| 34 | Montserrat                                          | Spojené království       | zámořské území             | Karibské moře            | 102           | 5 373                  |
| 35 | Niue                                                | Nový Zéland              | volně přidružený stát      | Tichý oceán (Polynésie)  | 260           | 2 000                  |
| 36 | Norfolk                                             | Austrálie                | zámořské území             | Tichý oceán (jihozápad)  | 32            | 1 748                  |
| 37 | Nová Kaledonie                                      | Francie                  | společenství sui generis   | Tichý oceán (Melanésie)  | 18 575        | 290 009                |
| 38 | Pitcairnovy ostrovy                                 | Spojené království       | zámořské území             | Tichý oceán (Polynésie)  | 47            | 50                     |
| 39 | Portoriko                                           | USA                      | nezačleněné území          | Karibské moře            | 13 790        | 3 189 068              |
| 40 | Réunion                                             | Francie                  | zámořský departement       | Indický oceán (západ)    | 2 512         | 859 959                |
| 41 | Saint Pierre a Miquelon                             | Francie                  | zámořské společenství      | Atlantský oceán (sever)  | 242           | 5 347                  |
| 42 | Severní Mariany                                     | USA                      | nezačleněné území          | Tichý oceán (Mikronésie) | 464           | 51 433                 |
| 43 | Svatá Helena, Ascension a Tristan da Cunha          | Spojené království       | zámořské území             | Atlantský oceán (střed)  | 308           | 7 862                  |
| 44 | Svatý Bartoloměj                                    | Francie                  | zámořské společenství      | Karibské moře            | 21            | 7 122                  |
| 45 | Svatý Martin (francouzská část)                     | Francie                  | zámořské společenství      | Karibské moře            | 54            | 32 556                 |
| 46 | Svatý Martin (nizozemská část)                      | Nizozemské království    | autonomní stát             | Karibské moře            | 34            | 43 847                 |
| 47 | Špicberky a Jan Mayen                               | Norsko                   | autonomní území            | Severní ledový oceán     | 62 422        | 2 926                  |
| 48 | Tokelau                                             | Nový Zéland              | teritorium                 | Tichý oceán (Polynésie)  | 12            | 1 647                  |
| 49 | Turks a Caicos                                      | Spojené království       | zámořské území             | Karibské moře            | 948           | 55 926                 |
| 50 | Vánoční ostrov                                      | Austrálie                | zámořské území             | Indický oceán (východ)   | 135           | 2 205                  |
| 51 | Wallis a Futuna                                     | Francie                  | zámořské společenství      | Tichý oceán (Polynésie)  | 142           | 15 854                 |

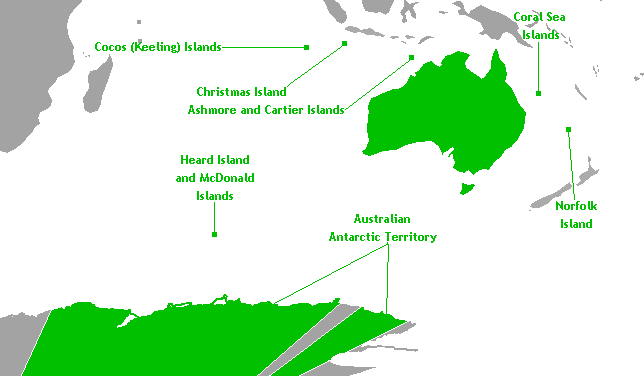
Australská teritoria a území
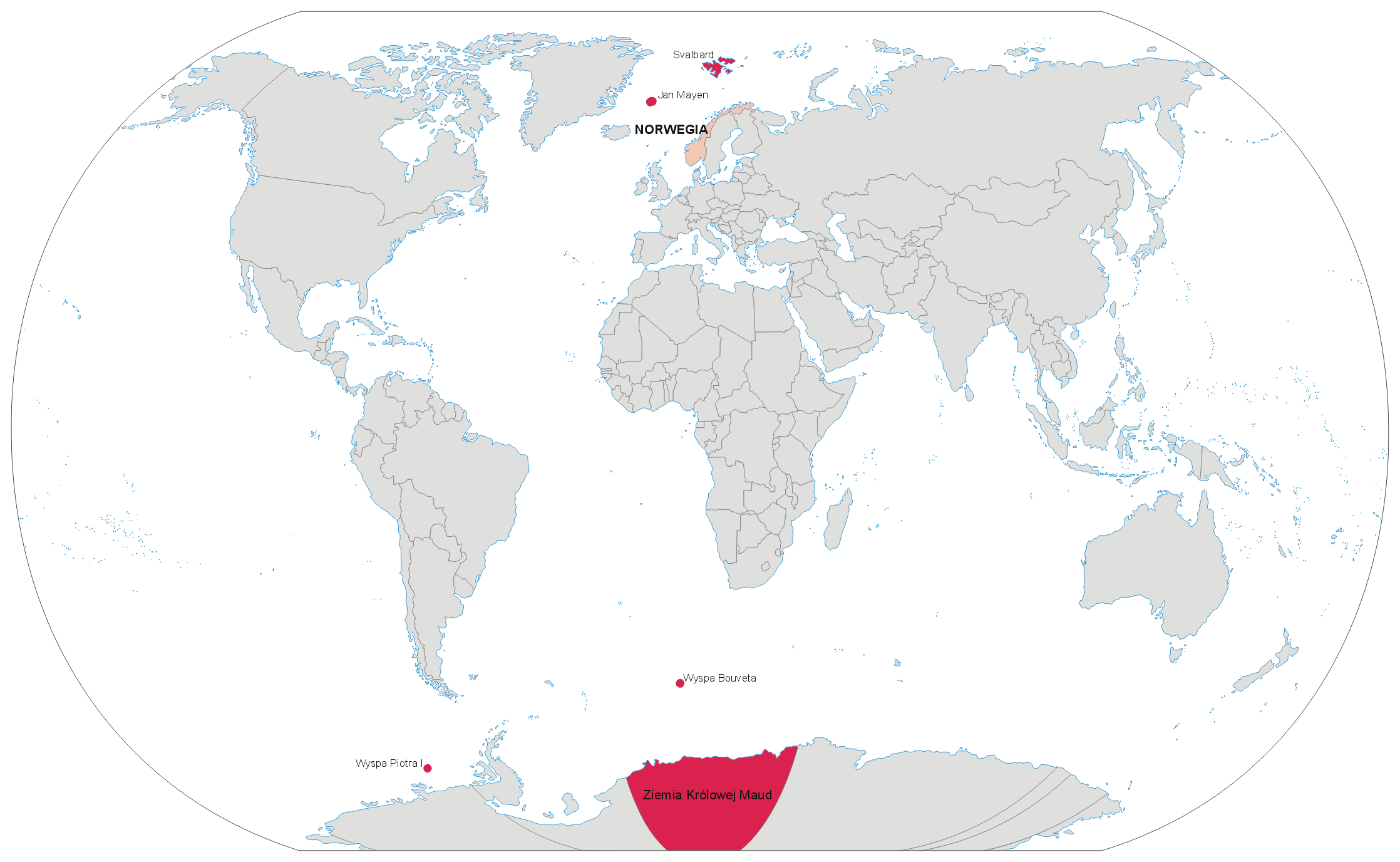
Norská území
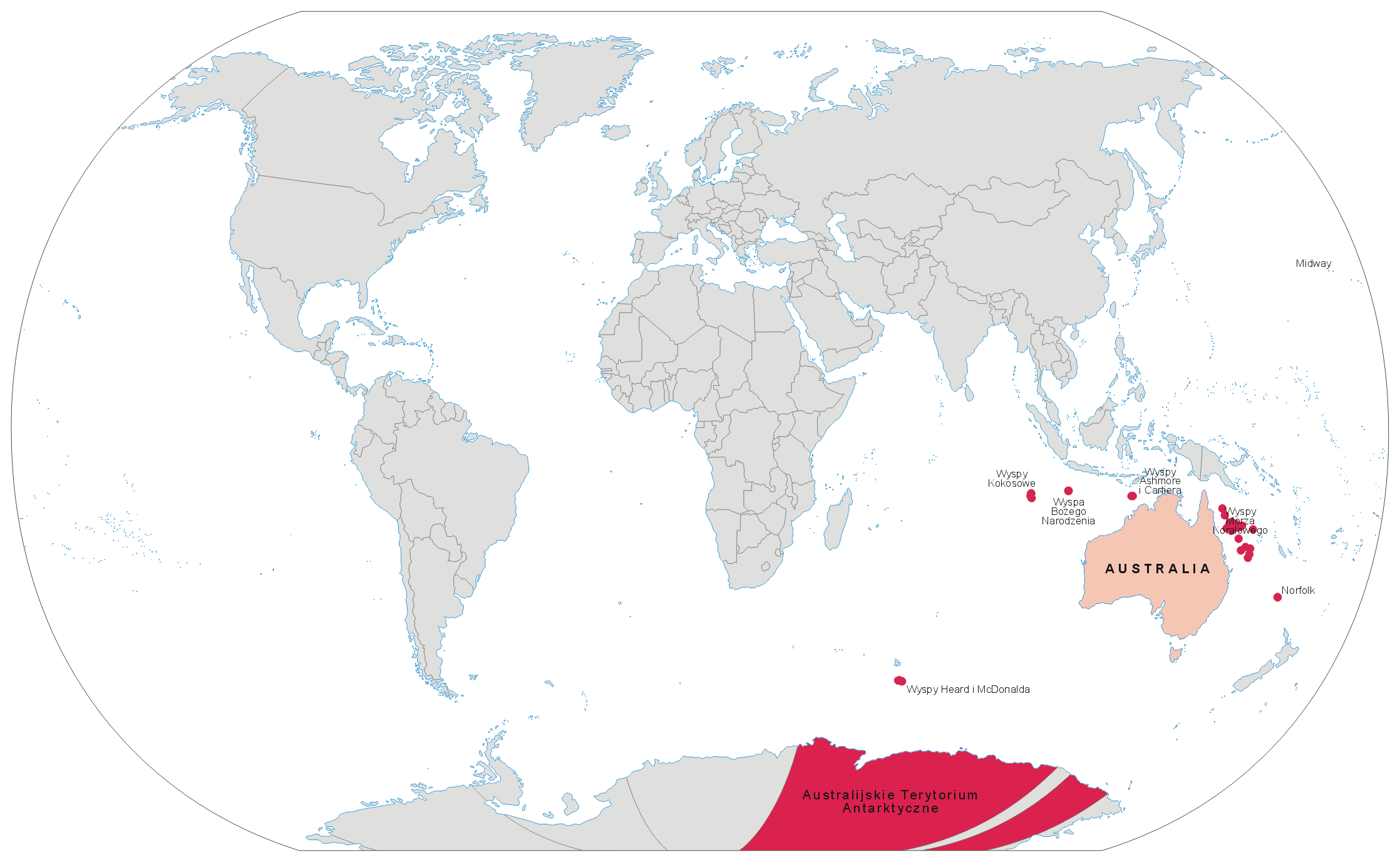
Australská území
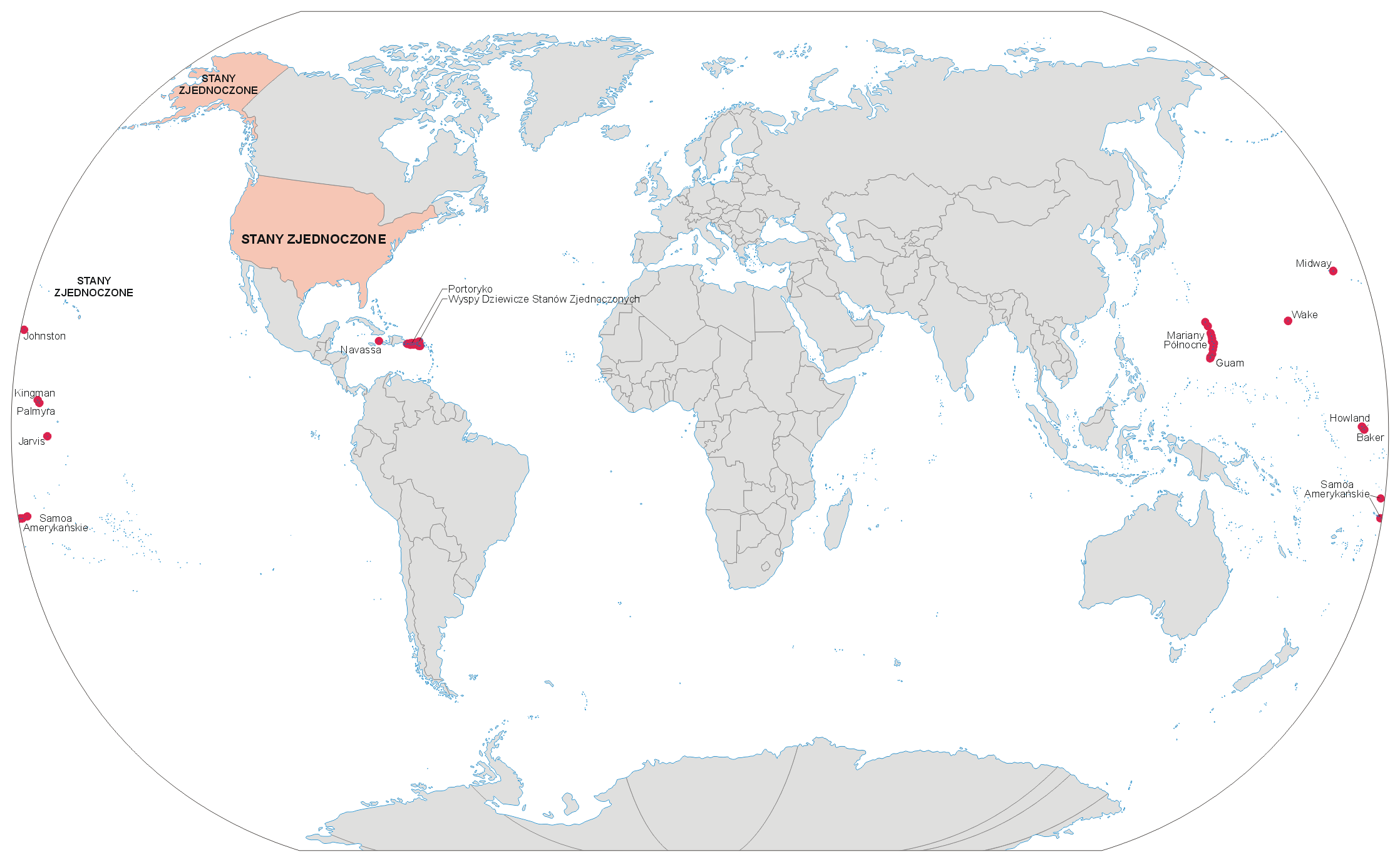
Území Spojených států amerických
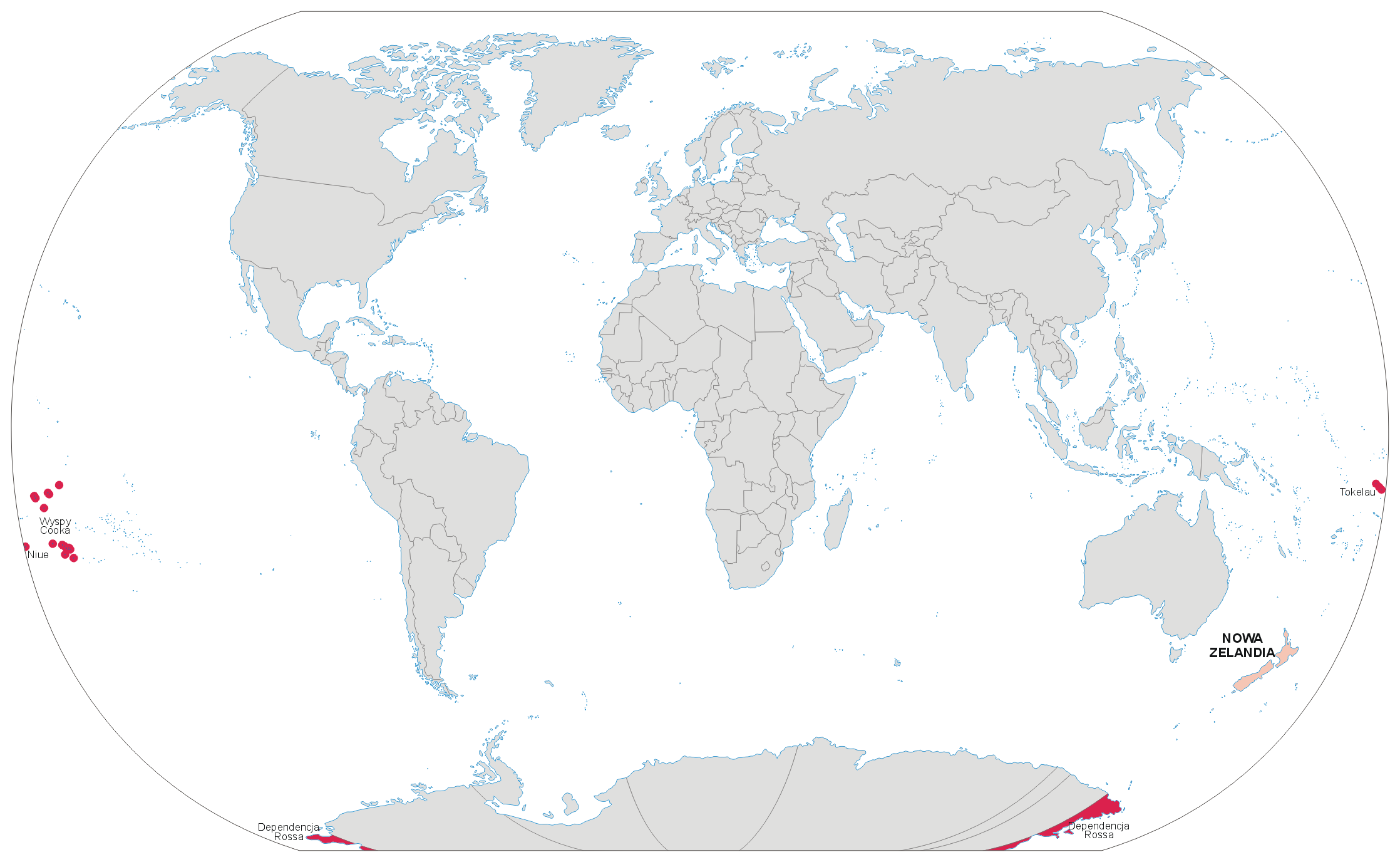
Novozélandská území
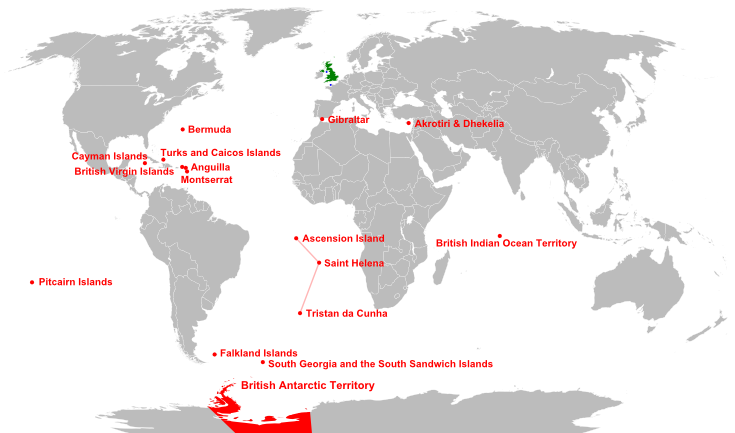
Území Spojeného království
Francouzská území

Špicberky a Jan Mayen jsou vedeny pod jediným kódem. Stejná situace panuje u ostrovů Bonaire, Svatý Eustach a Saba, které mají společný ISO kód. Menší odlehlé ostrovy Spojených států amerických je seskupení 9 rozdílných ostrovů (Bakerův ostrov, Howlandův ostrov, Jarvisův ostrov, Johnstonův atol, Kingmanův útes, Midway, Navassa, Palmyra a Wake). Kdybychom brali jednotlivé ostrovy či souostroví samostatně, původní číslo 51 se zvětší na 62.

## Závislá území bez vlastníhoISO 3166-1 kódu
Území uvedená v tomto seznamu nedisponují vlastím kódem a pro potřeby ISO 3166-1 je třeba je považovat za přímou součást území mateřských států. Po jejich započtení se počet závislých území zvýší na 55.
|   | Teritorium či území         | Nadřazený suverénní stát | Typ závislosti | Lokalizace teritoria    | Rozloha (km²) | Počet obyv. (rok 2020) |
| - | --------------------------- | ------------------------ | -------------- | ----------------------- | ------------- | ---------------------- |
| 1 | Akrotiri a Dekelia          | Spojené království       | zámořské území | Středozemní moře        | 254           | 18 195                 |
| 2 | Clippertonův ostrov         | Francie                  | zámořské území | Tichý oceán (Polynésie) | 7             | 0                      |
| 3 | Ostrovy Korálového moře     | Austrálie                | zámořské území | Korálové moře           | 3             | 0                      |
| 4 | Ashmorův a Cartierův ostrov | Austrálie                | zámořské území | Indický oceán (východ)  | 5             | 0                      |